# Hoel II di Bretagna
Hoel II (in bretone: Houel Huuel ; in francese Hoël de Cornouaille; 1030 circa – 13 aprile 1084) fu conte di Cornovaglia dal 1058 fino alla sua morte, conte di Nantes dal 1063 fino alla sua morte, duca consorte di Bretagna e conte consorte di Rennes dal 1066 al 1072, e infine duca di Bretagna e conte di Rennes dal 1072 fino alla sua morte.

## Origine
Hoel, secondo il Ex Chronico Briocensi era figlio del conte di Cornovaglia, Alano Canhiart e della moglie, Giuditta di Nantes, che, sempre secondo il Ex Chronico Briocensi , era figlia del conte di Nantes, Judicael di Nantes, discendente dai conti di Nantes; infatti Judicael di Nantes, secondo La chronique de Nantes, era il figlio illegittimo primogenito del conte di Vannes e di Nantes e duca di Bretagna (dal 960 al 981), Hoel I, a sua volta figlio illegittimo primogenito del conte di Vannes e di Nantes e duca di Bretagna, Alano II Barbatorta, e della sua amante (come ci conferma anche lo storico bretone, Guy Alexis Lobineau, nel suo Histoire de Bretagne, Tome I), Giuditta († dopo il 952), di cui non si conoscono gli ascendenti, come ci conferma anche il documento n° XXXIX de La chroniques de nantes.

Alano Canhiart, secondo lo storico francese, Arthur de La Borderie, nel documento n° VIII del suo Recueil d'actes inédits des ducs et princes de Bretagne (XIe, XIIe, XIIIe siècles), era figlio dell conte di Cornovaglia e vescovo di Quimper, Benedetto di Cornovaglia e della moglie Guinodeon, di cui non si conoscono gli ascendenti.

## Biografia
Hoel viene citato nel documento n. VIII del Recueil d'actes inédits des ducs et princes de Bretagne (XIe, XIIe, XIIIe siècles), inerente alla fondazione di un monastero da parte del nonno di Hoel, Benedetto.
Secondo la Ex Chronico Britannico il duca di Bretagna, Conan II, morì nel 1066; sempre la Ex Chronico Britannico precisa che Conan II nel 1066 entrò nella contea di Angiò e lì trovò la morte. La morte di Conan II viene ricordata anche da Robert de Torigni, abate di Mont-Saint-Michel, che precisa la data della morte.
Alla morte di Conan II, che non aveva figli legittimi, il ducato di Bretagna e la contea di Rennes furono ereditati dalla sorella, Havoise, unica erede, secondo il Ex Chronico Briocensi.
Sempre secondo il Ex Chronico Briocensi, in quello stesso anno Hoel sposò Havoise e affiancò la moglie, nel governo del ducato di Bretagna.
Havoise, secondo la Genealogiae comes Flandriae era figlia del conte di Rennes e duca di Bretagna, Alano III e della moglie (come ci conferma la Ex Chronicon Kemperlegiense, Bertha di Blois, che, secondo la Ex Chronicon Kemperlegiense, era figlia del conte di Blois, di Chartres, di Châteaudun, di Tours, di Provins, di Reims, di Meaux e di Troyes, Oddone II, e della moglie (come risulta dal Chronica Albrici Monachi Trium Fontium), Ermengarda d'Alvernia ( † dopo il 1042)
In seguito alla morte di Conan II, Goffredo Grenonat, fratellastro di Conan II e di Havoise, si impadronì della contea di Rennes, usurpando il titolo alla sorellastra, come ci viene confermato dal Cartulaire de l´abbaye de Sainte-Croix de Quimperlé.
Verso il 1072, Hoel viene citato nel documento n. CCCXXXIII del Cartulaire de l'abbaye de Redon en Bretagne, assieme alla moglie, Havoise ed a tre dei figli: Alano Fergent, Mattia e Oddone.
In quello stesso anno (1072), secondo il Cartulaire de l´abbaye de Sainte-Croix de Quimperlé, la moglie, Havoise, morì.
Hoel, che già governava il ducato per conto della moglie, gli succedette nel titolo di duca di Bretagna, come Hoel II.
Anche dopo la morte di Havoise, Goffredo Grenonat tenne la contea di Rennes opponendosi al marito di Havoise, il nuovo duca di Bretagna, Hoel II.
Solo dopo la morte di Huel II, la contea di Rennes tornò ai duchi di Bretagna, quando il figlio di Hoel II, il nuovo duca di Bretagna, Alano IV, fece prigioniero Goffredo, che poco dopo morì in prigionia.
La Ex Chronico Britannico riporta la morte di Hoel II (Hoëlus Comes Cornugalliae, Nannetensis, ac post Conanus dux Britanniae) il 15 aprile (Idus Aprilis) 1084. L'anno della morte viene confermato, sia dal Cartulaire de l´abbaye de Sainte-Croix de Quimperlé, che dal Chronicon Kemperlegiense che conferma anche il giorno: 15 aprile (Idibus April).
A Hoel II, nei titoli di Conte di Cornovaglia, conte di Rennes e duca di Bretagna succedette il figlio primogenito Alano Fergent, come Alano IV; mentre nel titolo di conte di Nantes, sempre secondo il  Ex Chronico Briocensi, col permesso del fratello Alano IV, succedette il secondogenito, Mattia, come Mattia II.

## Discendenti
Hoel II da Havoise ebbe sette figli:
- Alano Fergent[19] ( † 13 ottobre 1119), duca di Bretagna
- Mattia[19] ( † 1103/4), conte di Nantes
- Oddone[17] ( † 1072/5), morì prima del 1075, perché non è citato nel documenton° LXXV del Cartulaire de l´abbaye de Sainte-Croix de Quimperlé, inerente ad una donazione all'abbazia di Sainte-Croix de Quimperlé, fatta dalla nonna, Berta di Blois[16]
- Adele, badessa del convento di Saint-Georges di Rennes.
- Havoise ( † dopo il 1075), citata, assieme ai fratelli ed al cugino, Alano (figlio di Conan II di Bretagna), nel documenton° LXXV del Cartulaire de l´abbaye de Sainte-Croix de Quimperlé, inerente ad una donazione all'abbazia di Sainte-Croix de Quimperlé, fatta dalla nonna, Berta di Blois in suffragio della propria anima e di quelle dei suoi discendenti[26]
- Hildeberga, che sposò Goffredo di Mayenne
- Benedetto[19].

### Fonti primarie
- (LA)  La chroniques de nantes.
- (LA)  Recueil d'actes inédits des ducs et princes de Bretagne (XIe, XIIe, XIIIe siècles) di Arthur Le Moyne de La Borderie.
- (LA)  Monumenta Germaniae Historica, Scriptores, tomus IX.
- (LA)  Monumenta Germaniae Historica, Scriptores, tomus XXIII.
- (LA)  Rerum Gallicarum et Francicarum Scriptores, tomus XI.
- (LA)  Rerum Gallicarum et Francicarum Scriptores, tomus XII.
- (LA)  Ordericus Vitalis,  Historia Ecclesiastica, vol. II.
- (LA)  Chronique de Robert de Torigni, abbé de Mont-Saint-Michel, Tome I.
- (LA)  Cartulaire de l'abbaye de Redon en Bretagne.
- (LA)  Cartulaire de l´abbaye de Sainte-Croix de Quimperlé.
- (LA)  Stephani Baluzii Miscellaneorum, Liber I.

### Letteratura storiografica
- Louis Halphen, "La Francia dell'XI secolo", cap. XXIV, vol. II (L'espansione islamica e la nascita dell'Europa feudale) della Storia del Mondo Medievale, 1999, pp. 770–806.
- (FR)  Lobineau, G. A. (1707) Histoire de Bretagne (Paris), Tome I.
- (FR)  La chroniques de nantes.